# Hybomys
Hybomys är ett släkte av däggdjur som ingår i familjen råttdjur.

## Beskrivning
Arterna blir 10 till 15 cm långa (huvud och bål) har en 8 till 13,5 cm lång svans och väger 30 till 70 g. De har vanligen en mjuk päls men hos vissa exemplar är pälsen mera rå. Pälsens färg på ovansidan varierar mellan brun och svartaktig med en mörkare längsgående strimma på ryggens mitt. Undersidan är ljusare till ljusgrå. Däremot har händernas och fötternas ovansida ofta samma färg som ryggen. På svansen finns nästan inga hår. Den smala tummen är utrustad med en nagel.
Släktets medlemmar förekommer i centrala Afrika mellan Sahara och Kongo-Kinshasa. De vistas i skogar och buskskogar och besöker odlade regioner.
Dessa gnagare klättrar inte i växtligheten och några har bra simförmåga. Mera kända arter som Hybomys univittatus är aktiva på dagen och vilar i underjordiska bon som fodras med kvistar eller de använder ansamlingar av växtdelar eller hål i termitstackar som gömställe. Individerna lever främst ensamma och hanar har tydlig avgränsade revir men territoriet kan överlappa med flera honors revir. Födan utgörs av frukter, rötter och insekter.
Honor kan troligen para sig under hela året men de flesta ungar föds under regntiden mellan februari och maj. Dräktigheten varar 29 till 31 dagar och en kull har 7 till 10 ungar. Cirka tre månader efter födelsen blir ungarna könsmogna.
Hybomys badius och Hybomys basilii som har begränsade utbredningsområden listas av IUCN som starkt hotad (EN). Hybomys lunaris klassificeras som sårbar (VU) och de andra som livskraftig (LC).

## Taxonomi
Arter enligt Catalogue of Life:
- Hybomys basilii, på ön Bioko (A)
- Hybomys eisentrauti (B)
- Hybomys lunaris (C)
- Hybomys planifrons (D)
- Hybomys trivirgatus (E & F)
- Hybomys univittatus (G)

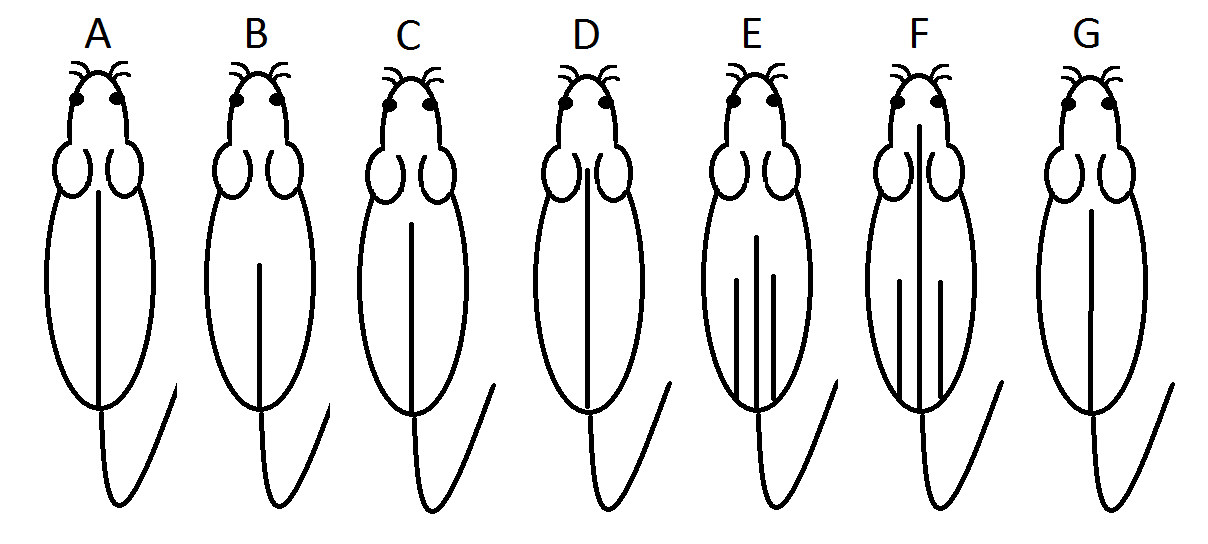
Anordning av arternas strimmor på ryggen. Hos några exemplar kan strimmorna vara uppdelade eller otydliga. Klicka på bilden för detaljer.

Wilson & Reeder (2005) och IUCN listar Hybomys eisentrauti under det äldre namnet Hybomys badius.
Kingdon (2015) beskriver arterna under namnet Hybomys-gruppen. De bör i en framtida revision fördelas på olika släkten eller undersläkten.